# Wat Phra Pathom Chedi

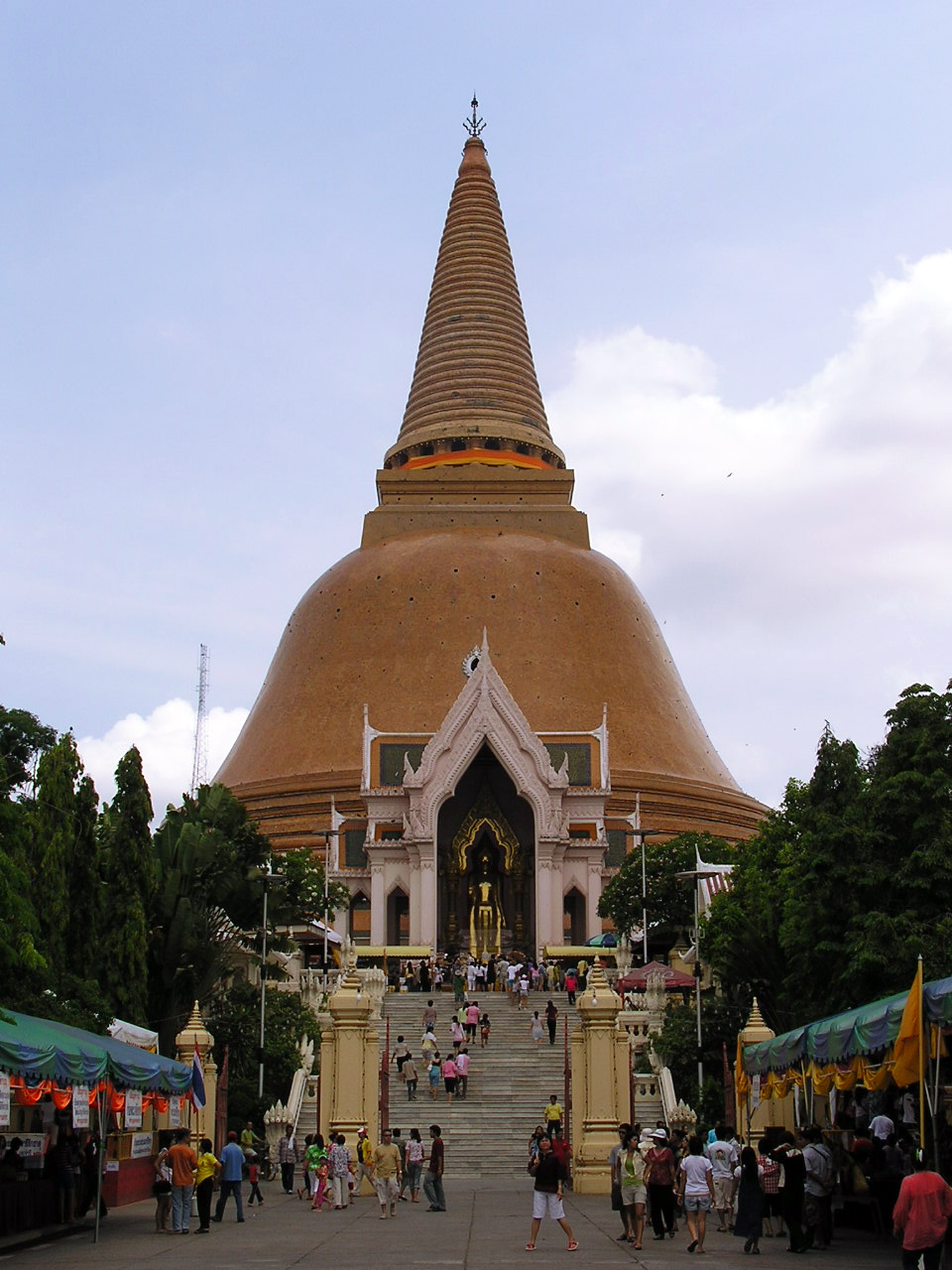

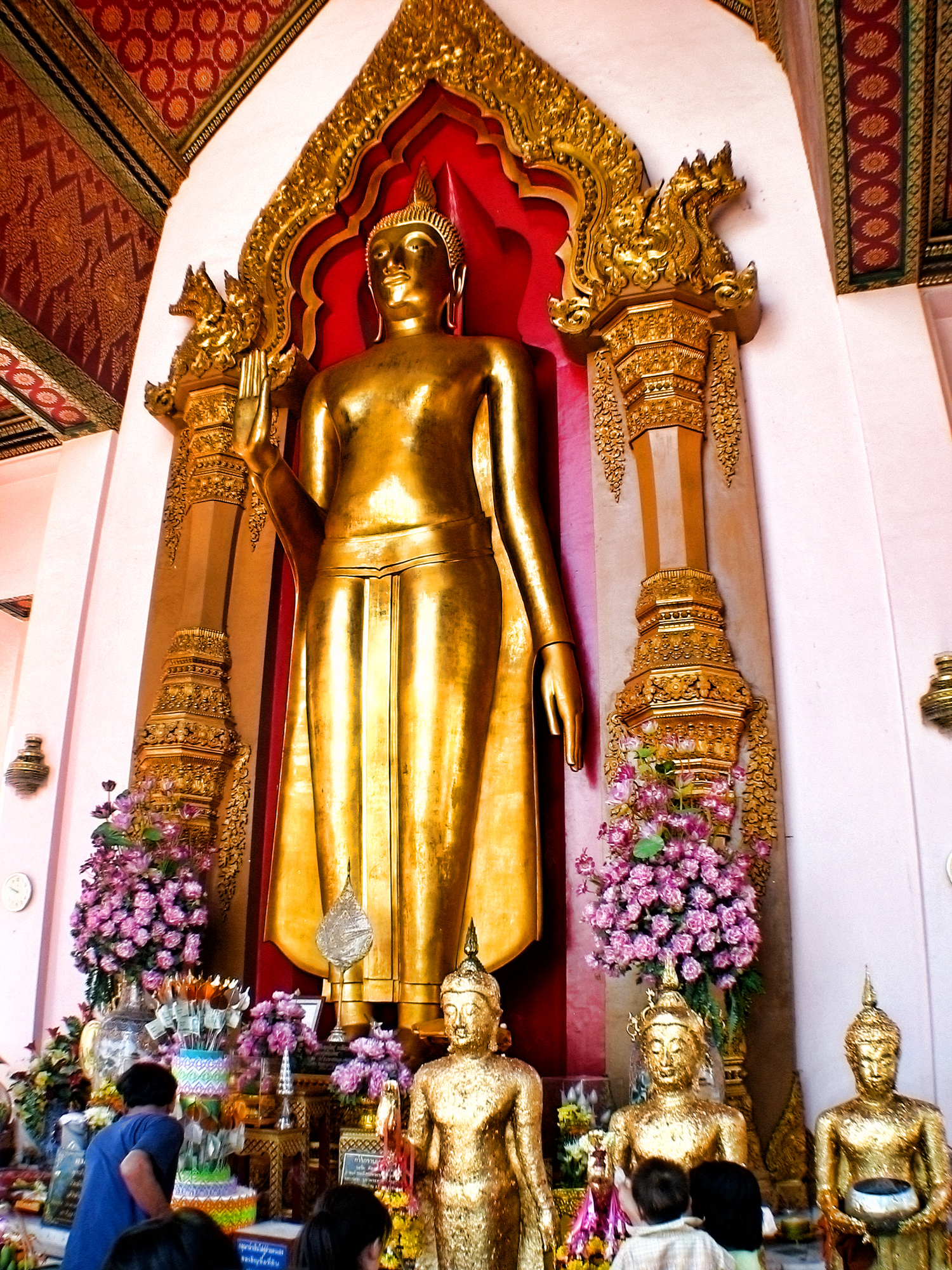

Wat Phra Pathom Chedi (Thai พระปฐมเจดีย์) is de hoogste stoepa in de wereld, circa 127 m. Hij staat in Nakhon Pathom in de regio Centraal Thailand in Thailand.
Phra Pathom Chedi betekent Heilige chedi (stoepa) van het begin. De stoepa komt voor in geschriften uit 675, terwijl archeologische vondsten dateren uit de 4e eeuw. In de 11e eeuw is hij herbouwd in de Khmer-stijl en overgroeid door de jungle. Koning Mongkut bezocht het als monnik en liet de chedi later herbouwen. Hij was gereed in 1870. Een chedi is een massief, klokvormig stenen gebouw dat een relikwie bevat van de Boeddha of van een Boeddhabeeld, of de as van een koning. "Wat"-complexen (boeddhistische tempels) zijn vaak gebouwd om een heilige chedi te omringen.
Sinds 2005 staat hij op de UNESCO werelderfgoedlijst.